# Loučná nad Desnou
Loučná nad Desnou är en ort i Tjeckien.   Den ligger i distriktet Okres Šumperk och regionen Olomouc, i den östra delen av landet, 190 km öster om huvudstaden Prag. Loučná nad Desnou ligger 493 meter över havet och antalet invånare är 1 949.
Terrängen runt Loučná nad Desnou är huvudsakligen lite bergig. Loučná nad Desnou ligger nere i en dal.Runt Loučná nad Desnou är det glesbefolkat, med 11 invånare per kvadratkilometer. Närmaste större samhälle är Šumperk, 14,8 km sydväst om Loučná nad Desnou. I omgivningarna runt Loučná nad Desnou växer i huvudsak blandskog.